# Mesosauria
Мезозаври, також проганозаври (лат.Mesosauria, Proganosauria) — вимерла група анапсидних рептилій раннього пермського періоду з південної частини Африки і Південної Америки. Назву дано Seeley в 1892 р. Нині колишня класифікація переглянута і не збереглася.
Раніше цього хижого ящера вважали за предка  іхтіозаврів. Проте після довгих досліджень проф. Ф. Гюне це припущення було відкинуто. Єдиної думки щодо того, до якої групи належить даний таксон немає, висловлюються припущення про приналежність до групи Anapsida (наприклад Carroll в 1988 р.) і Proganosauromorpha (висловлене на основі досліджень, проведених H.-V. Karl і його колегами в 2007 р.).

## Класифікація
- Клас: завропсиди (Sauropsida)
  - Підклас: Анапсиди ( Anapsida)
    - Підряд: Mesosauria = Proganosauria
      - Neusticosauria,
      - Palaeohatteriidae

## Ілюстрації

Щелепи генералізованих анапсидів
Щелепи генералізованих синапсидів

## Виноски
1. ↑  R. L. Carroll. 1988. «Vertebrate Paleontology and Evolution». W. H. Freeman and Company, New York 1-698
2. ↑  H.-V. Karl, E. Gröning, and C. Brauckmann. 2007. «The Mesosauria in the collections of Göttingen and Clausthal: implications for a modified classification». Clausthaler Geowissenschaften 6:63-78